# Ctimene xanthomelas
Ctimene xanthomelas là một loài bướm đêm trong họ Geometridae.